# コンヤ・ビュユクシェヒル・スタデュム
コンヤ・ビュユクシェヒル・スタデュム（トルコ語: Konya Büyükşehir Stadyumu）は、トルコのコンヤにあるサッカースタジアムである。コンヤスポルがホームスタジアムとして使用する。

## 概要
2012年10月17日にアフメト・ダウトオール外務大臣、青年スポーツ省のスアト・クルチ大臣が参加してスタジアムの起工式が行われた。
2014年9月13日にトルク・コンヤスポル対バルケスィルスポル戦で開場し、コンヤスポルが2-0で勝利した。
2014年9月、コンヤスポルのスポンサーに付いていたトルクがスタジアムの命名権を取得し、トルク・アレナ（Torku Arena）と呼ばれていた。